# Christoúpoli
Christoúpoli är en ort i Grekland.   Den ligger i prefekturen Nomarchía Anatolikís Attikís och regionen Attika, i den sydöstra delen av landet, 18 km öster om huvudstaden Aten. Christoúpoli ligger 179 meter över havet och antalet invånare är 518.
Terrängen runt Christoúpoli är kuperad åt nordväst, men åt sydost är den platt.Runt Christoúpoli är det ganska tätbefolkat, med 222 invånare per kvadratkilometer. Närmaste större samhälle är Aten, 17,6 km väster om Christoúpoli. Trakten runt Christoúpoli består till största delen av jordbruksmark.